# Eremophila phyllopoda
Eremophila phyllopoda är en flenörtsväxtart som beskrevs av Chinnock. Eremophila phyllopoda ingår i släktet Eremophila och familjen flenörtsväxter. Inga underarter finns listade i Catalogue of Life.